# Aeneator otagoensis
Aeneator otagoensis is een soort in de klasse van de Gastropoda (Slakken).
Het dier komt uit het geslacht Aeneator en behoort tot de familie Buccinidae. Aeneator otagoensis werd in 1930 beschreven door Finlay.